# 世界の果てまで (高田梢枝の曲)
「世界の果てまで」（せかいのはてまで）は、日本のシンガーソングライター、高田梢枝の3枚目のシングル。2007年2月14日発売。

## 解説
ミニアルバム『坂道発進』からおよそ1年半ぶりの新作。初回生産版は『牙 -KIBA-』書き下ろしワイドラベルキャップ仕様となっている。

## 収録曲
全曲 作詞：高田梢枝、編曲：TOMI YO
1. 世界の果てまで [5:46]
作曲：高田梢枝
テレビ東京系アニメ『牙 -KIBA-』第4期エンディングテーマ
2. 星のくずは銀の色 [6:49]
作曲：高田梢枝・TOMI YO

## 収録アルバム
- 雨天決行（#1）